# Stuart Gordon
Stuart Gordon (Chicago, Illinois, 11 de agosto de 1947-24 de marzo de 2020) fue un director de cine, guionista y productor de películas y obras de teatro estadounidense.
Su trabajo ha sido mayormente conocido por sus películas de terror, así como algunas producciones de ciencia ficción. Al igual que su amigo Brian Yuzna, Gordon fue un gran admirador del trabajo de H. P. Lovecraft, razón por la cual adaptó varias historias del escritor estadounidense a la pantalla. Estos trabajos incluyen su famoso film Re-Animator, From Beyond, Castle Freak así como Dagon, además de dos episodios de la serie Masters of Horror.

## Biografía
Nacido en la ciudad de Chicago, en Estados Unidos, Gordon comenzó su carrera de manera muy problemática. En su primer trabajo como director (en una obra de teatro) fue encarcelado bajo los cargos de obscenidad pública gracias a una versión de Peter Pan que realizó en la Universidad en la que campanilla era homosexual y en la que se viajaba al país de Nunca Jamás por consumo de LSD.
Su trabajo más conocido es la película Re-Animator, film que se ha vuelto de culto debido a su combinación efectiva entre el género de terror y la comedia. Basada levemente en la obra de H. P. Lovecraft, logra incursionar en el género de terror y en el subgénero del terror gore, realizando dos continuaciones más a la ópera prima. Su primer film también trajo como consecuencia el descubrimiento del actor de culto Jeffrey Combs (de alguna manera, su actor fetiche).
Además de las secuelas de Re-Animator, Gordon volvió a reunir a Combs y Barbara Crampton en su segunda película, From Beyond (1986) basada nuevamente en una obra de Lovecraft, y contando también en la producción con Brian Yuzna, quien posteriormente también trabajaría con él en Dolls: La casa de los muñecos diabólicos (1987), su siguiente película, sobre los asesinatos perpetrados por un grupo de muñecas asesinas.
Con esta película no obtuvo el éxito esperado, por lo que tuvo que esperar tres años para dirigir. Gracias al éxito de Honey, I Shrunk the Kids (un film no animado de la compañía Disney) en la que él mismo generó el argumento, pudo dirigir su siguiente film llamado Robot Jox (1990) y dos películas para televisión: The Pit and the Pendulum (1990), basada en el cuento de Edgar Allan Poe, y Daughter of Darkness (1990), con el actor Anthony Perkins.
En 1993 consiguió un éxito comercial gracias a la película de ciencia ficción Fortress (1993), con la actuación de Christopher Lambert, gracias a la cual pudo financiarse su siguiente película Castle Freak (1995), su tercer trabajo basado en la obra de H. P. Lovecraft, así como con la presencia de Jeffrey Combs, sin embargo no contó con el éxito esperado.

## Filmografía

### Como director
- Bleacher Bums (1979)
- Re-Animator (1985)
- From Beyond (1986)
- Dolls (1987)
- Kid Safe: The Video (1988)
- Robot Jox (1989)
- Daughter of Darkness (1990)
- The Pit and the Pendulum (1991)
- Fortress (1992)
- Castle Freak (1995)
- Space Truckers (1996)
- The Wonderful Ice Cream Suit (1998)
- Dagon (2001)
- King of the Ants (2003)
- Edmond (2005)
- Stuck (2007)
- The Black Cat (2007)
- Eater (2008)